# Keaweaweʻulaokalani (1839)
Titre
Prince héritier d'Hawaï
1839 – 1839
Keaweaweulaokalani, né en 1839 et mort la même année à Honolulu (Hawaï), est un prince royal hawaïen, fils aîné du roi Kamehameha III et de la reine Kalama.   

## Biographie
Le roi Kamehameha III, sur le trône depuis 1824, épouse la princesse Kalama le 14 février 1837 lors d'une cérémonie chrétienne. Le roi et son épouse ont rapidement un premier enfant, le prince Keaweaweʻulaokalani, né en 1839. 
Son père lui donne le nom complet de Keaweaweʻula Kiwalaʻo Kauikeaouli Kaleiopapa Kalani Waiakua Kalanikau Iokikilo Kiwalaʻo i ke kapu Kamehameha. Le suffixe royal o-Kalani est ajouté pour signifier « prince du ciel ».
Le jeune prince décède peu de temps après sa naissance. Sa mort laisse Kamehameha III de nouveau sans enfant. Son jeune frère, Keaweaweʻulaokalani, ne naîtra qu'en 1842.